# Ayer y hoy (álbum de León Gieco)
Ayer y hoy es el octavo álbum del cantautor argentino León Gieco. Fue lanzado en el año 1989 por el sello Music Hall y producido por León Gieco. Es un álbum de archivo, que abarca el periodo 1975-1989 y contiene versiones inéditas, temas en vivo, versiones alternativas, y colaboraciones con otros músicos que no vieron la luz en otras obras. Fue lanzado en formato vinilo, casete y CD, pero se encuentra descatalogado.

## Lista de canciones
Todas las canciones escritas y compuestas por León Gieco, excepto donde se indica. 
| Lado A |                                               |          |  |
| N.º    | Título                                        | Duración |  |
| 1.     | «Por las rutas» (Aníbal Forcada)              | 2:32     |  |
| 2.     | «Canto dorado» (León Gieco/Nito Mestre)       | 2:45     |  |
| 3.     | «Permiteme vida»                              | 2:29     |  |
| 4.     | «Continentes en silencio»                     | 3:45     |  |
| 5.     | «La colina sobre el terciopelo»               | 2:59     |  |
| 6.     | «A la luz del día»                            | 2:46     |  |
| 7.     | «Pai Julián» (León Gieco/Antonio Tarragó Ros) | 1:48     |  |
| 8.     | «La historia esta»                            | 4:10     |  |
| 9.     | «Mil gaviotas muertas»                        | 1:43     |  |

| Lado B |                                                                      |          |  |
| N.º    | Título                                                               | Duración |  |
| 10.    | «La rata Lali» (Rodolfo Gorosito)                                    | 4:57     |  |
| 11.    | «El loco y las golondrinas»                                          | 3:58     |  |
| 12.    | «Ramos de manzanillas»                                               | 3:31     |  |
| 13.    | «Canción para Carito» (León Gieco/Antonio Tarragó Ros)               | 3:36     |  |
| 14.    | «La cuca del hombre» (Raúl Ellwanger/Versión castellana: León Gieco) | 3:10     |  |
| 15.    | «Sólo le pido a Dios (versión en quechua)»                           | 5:22     |  |
| 49:43  |                                                                      |          |  |

## Personal
| Por las rutas - Música y guitarras: Aníbal Forcada. - Bajo: Willy Campins. - Quenas y sikuris: Jorge Cumbo. Canto dorado - Música, guitarras y teclados: Nito Mestre. - Letra: León Gieco. - Producción: Sazam. Permiteme vida - Letra y música: León Gieco. - Voces: Nito Mestre. Continentes en silencio - Letra y música: León Gieco. - Producción: Sazam. - Bandoneón: Dino Saluzzi. - Voces: Nito Mestre y María Rosa Yorio. La colina sobre el terciopelo - Letra y música: León Gieco. - Producción: Pepe Netto. - Guitarra: Gustavo Santaolalla. - Bajo: Guillermo Bordarampe. A la luz del día - Letra y música: León Gieco. - Grabado por Oski Amante en Río Gallegos en 1980. Pai Julián - Letra y música: León Gieco y Antonio Tarragó Ros. - Versión original del 1984. - Acordeones: Antonio Tarragó Ros. - Guitarras: Ángel Dávila, Mateo Villalba y Rodolfo Regúnaga. La historia esta - Letra y música: León Gieco. - Versión original de 1975. Mil gaviotas muertas - Letra y música: León Gieco. - Producción: Pepe Netto. - Piano: Raúl Porchetto. - Voces: Luz Kerz, Graciela García Caffi y Alicia Scherman. | La rata Lali - Letra y música: Rodolfo Gorosito; (gracias a Tito Tinto). - Grabado en vivo por Oski Amante en General Madariaga en 1980. El loco y las golondrinas - Letra y música: León Gieco. - Teclados y voz: Charly García. - Batería: Oscar Moro. - Bajo y voz: Alfredo Toth. - Voces: Nito Mestre. - Guitarras: Rodolfo Gorosito. Ramos de manzanillas - Letra y música: León Gieco. - Producción: Pepe Netto. - Piano: Alejandro Lerner. - Batería: Vicente Busso. - Bajo: Rubén Batán. - Guitarra: Rodolfo Gorosito. - Voces: ídem "Mil gaviotas muertas". Canción para Carito - Música: Antonio Tarragó Ros. - Letra: León Gieco. - Músicos: ídem "Pai Julián". - Voz: Víctor Heredia. La cuca del hombre - Letra, música y voz: Raúl Ellwanger. - Versión castellana: León Gieco. - Producción general: Mavi Díaz. - Producción ejecutiva: Abraxas. - Teclados: Ricardo Nole. - Bajo: Roberto Amerise. - Voces: Viuda e Hijas de Roque Enroll. - Batería: Osvaldo Fatorusso. - Guitarra: Hugo Musso. Sólo le pido a Dios (versión en quechua) - Letra y música: León Gieco. - Grabado en quechua, en versión de Elpidio Herrera, durante la gira de Ushuaia a La Quiaca. - Sacha y guitarra: Elpidio Herrera. - Voz: Bernardino Coronel. - Producción: Gustavo Santaolalla. - Producción ejecutiva: Abraxas. |

## Ficha técnica
- Remezcla y grabación: Héctor Souto.
- Corte: Jorge Sorroza.
- Arte: Julio Romero.
- Fotos: Aníbal Forcada.
- Coordinación: Elsa Ferreyra.
- Supervisión general y compaginación: León Gieco.